# Гней Доміцій Тулл
Гней Доміцій Тулл (лат. Gnaeus Domitius Tullus; ? — 108) — державний діяч Римської імперії, консул-суффект 98 року, та можливо 82 або 86.

## Життєпис
Походив з роду Доміціїв. Про батьків немає певних даних. За часів імператора Нерона увійшов до сенату. У 69-70 роках очолював кінноту під час придушення повстання батавів. У 70 році став претором. Незабаром імператор Веспасіан призначає його в ранзі імператорського легата-пропретора керувати провінцією Африка.
За часів імператора Доміціана Тулл увійшов до стану патриціїв. У 82 або 86 році призначено консулом-суффектом. Втім займався більше накопичення статків. Свого часу разом із своїм братом Гнеєм Доміцієм Луканом був одним з багатющих сенаторів.
У 98 році вдруге став консулом-суффектом, каденцію відбув разом з імператором Траяном, який був тоді ординарним консулом. Незабаром вдочерив свою небогу Доміцію Луцилу (доньку брата Лукана). Помер Доміцій Тулл у 108 році.